# Khangri Shar
Der Khangri Shar (auch Pumori West) ist ein 6792 m (oder 6811 m) hoher Gipfel im Himalaya an der Grenze zwischen Nepal und dem autonomen Gebiet Tibet.
Der Khangri Shar befindet sich auf dem Gebirgskamm zwischen Chumbu im Westen und Pumori im Osten. Er bildet einen westlichen Nebengipfel des 1,62 km ostsüdöstlich gelegenen Pumori.
An der Nordflanke strömt der Westliche Rongpugletscher in östlicher Richtung, während an der Südflanke das Nährgebiet des Khangri-Shar-Gletschers liegt.

## Besteigungsgeschichte
Es gab bisher zwei vergebliche Versuche, den Khangri Shar zu besteigen.